# Frecăței, Ismail
Frecăței, întâlnit și sub forma Limanske (în ucraineană Лиманське, transliterat: Lîmanske) este un sat în Comuna Reni din raionul Ismail, regiunea Odesa (Ucraina). Are 3,302 locuitori, preponderent moldoveni (români).
Satul este situat la o altitudine de 26 metri, pe malul vestic al Lacului Cahul, în partea de vest a raionului Reni. El se află la o distanță de 18 km de centrul raional Reni. 
Până în anul 1947 satul a purtat denumirea oficială de Frecăței (în ucraineană Фрикацей), în acel an el fiind redenumit Limanske.

## Istoric
Localitatea Frecăței a făcut parte încă de la înființare din regiunea istorică Bugeac (Basarabia de sud) a Principatului Moldovei. Populația era formată inițial din moldoveni.
Prin Tratatul de pace de la București, semnat pe 16/28 mai 1812, între Imperiul Rus și Imperiul Otoman, la încheierea războiului ruso-turc din 1806 – 1812, Rusia a ocupat teritoriul de est al Moldovei dintre Prut și Nistru, pe care l-a alăturat Ținutului Hotin și Basarabiei/Bugeacului luate de la turci, denumind ansamblul Basarabia (în 1813) și transformându-l într-o gubernie împărțită în zece ținuturi (Hotin, Soroca, Bălți, Orhei, Lăpușna, Tighina, Cahul, Bolgrad, Chilia și Cetatea Albă, capitala guberniei fiind stabilită la Chișinău). 
La începutul secolului al XIX-lea, conform recensământului efectuat de către autoritățile țariste în anul 1817, satul Frecăței făcea parte din Ocolul Prutului a Ținutului Ismail . 
În urma Tratatului de la Paris din 1856, care încheia Războiul Crimeii (1853-1856), Rusia a retrocedat Moldovei o fâșie de pământ din sud-vestul Basarabiei (cunoscută sub denumirea de Cahul, Bolgrad și Ismail). În urma acestei pierderi teritoriale, Rusia nu a mai avut acces la gurile Dunării. În urma Unirii Moldovei cu Țara Românească din 1859, acest teritoriu a intrat în componența noului stat România (numit până în 1862 "Principatele Unite ale Valahiei și Moldovei"). În urma Tratatului de pace de la Berlin din 1878, România a fost constrânsă să cedeze Rusiei acest teritoriu.
După Unirea Basarabiei cu România la 27 martie 1918, satul Frecăței a făcut parte din componența României, în Plasa Reni a județului Ismail. Pe atunci, majoritatea populației era formată din români. La recensământul din 1930, s-a constatat că din cei 2.632 locuitori din sat, 2.571 erau români (97.68%), 34 ruși (1.29%), 19 bulgari (0.72%), 3 găgăuzi, 2 polonezi, 2 turci și 1 nedeclarat. 
Ca urmare a Pactului Ribbentrop-Molotov (1939), Basarabia, Bucovina de Nord și Ținutul Herța au fost anexate de către URSS la 28 iunie 1940. După ce Basarabia a fost ocupată de sovietici, Stalin a dezmembrat-o în trei părți. Astfel, la 2 august 1940, a fost înființată RSS Moldovenească, iar părțile de sud (județele românești Cetatea Albă și Ismail) și de nord (județul Hotin) ale Basarabiei, precum și nordul Bucovinei și Ținutul Herța au fost alipite RSS Ucrainene. La 7 august 1940, a fost creată regiunea Ismail, formată din teritoriile aflate în sudul Basarabiei și care au fost alipite RSS Ucrainene .
În perioada 1941-1944, toate teritoriile anexate anterior de URSS au reintrat în componența României. Apoi, cele trei teritorii au fost reocupate de către URSS în anul 1944 și integrate în componența RSS Ucrainene, conform organizării teritoriale făcute de Stalin după anexarea din 1940, când Basarabia a fost ruptă în trei părți. 
În anul 1947, autoritățile sovietice au schimbat denumirea oficială a satului din cea de Frecăței în cea de Limanske. În anul 1954, Regiunea Ismail a fost desființată, iar localitățile componente au fost incluse în Regiunea Odesa.
Începând din anul 1991, satul Frecăței face parte din raionul Reni al regiunii Odesa din cadrul Ucrainei independente. În prezent, satul are 3.302 locuitori, preponderent moldoveni (români).

## Cultura
Școala din sat este o școală mixtă cu predare în limbile română și rusă . 
Începând din anul 1996, preotul Nicolae Asargiu (originar din Anadol și cu studii la Chișinău) și enoriașii săi din Frecăței au aderat la Mitropolia Basarabiei și au început să ridice un nou lăcaș de cult. Episcopia prorusă de Odessa a intervenit încercând să stopeze reconstrucția și îndepărtându-l pe preot .

## Demografie
Componența lingvistică a comunei Frecăței
     Română (93,34%)
     Rusă (3,85%)
     Alte limbi (1,73%)
Conform recensământului din 2001, majoritatea populației comunei Frecăței era vorbitoare de română (93,34%), existând în minoritate și vorbitori de rusă (3,85%).
- 1930: 2.632 (recensământ)
- 1940: 3.092 (estimare)
- 2001: 3.302 (recensământ)